# Vermetus
Vermetus is een geslacht van weekdieren uit de klasse van de Gastropoda (slakken).

## Soorten
- Vermetus adansonii Daudin, 1800
- Vermetus afer (Gmelin, 1791)
- Vermetus annulus Rousseau in Chenu, 1843
- Vermetus balanitintinnabuli Mörch, 1862
- Vermetus brasiliensis Rousseau in Chenu, 1844
- Vermetus carinatus Quoy & Gaimard, 1834
- Vermetus dentiferus Rousseau in Chenu, 1844
- Vermetus enderi Schiaparelli, 2000
- Vermetus granulatus (Gravenhorst, 1831)
- Vermetus imbricatus Sandberger, 1859 †
- Vermetus periscopium Barnard, 1963
- Vermetus reticulatus Quoy & Gaimard, 1834
- Vermetus sansibaricus Thiele, 1925
- Vermetus tonganus Quoy & Gaimard, 1834
- Vermetus triquetrus Bivona-Bernardi, 1832
- Vermetus turonius Rousseau in Chenu, 1844
- Vermetus vitreus Kuroda & Habe, 1972